# Bien de section
Les biens de section (ou biens sectionaux) sont, en France dans le milieu rural, des biens dont la jouissance revient aux habitants d'une section de commune.
Les habitants de la section ne sont pas propriétaires des biens sectionaux.
Ces biens sont distincts de ceux de la commune. Ce sont le plus souvent des forêts ou des pâturages, et les habitants de la section de commune jouissent de ces biens : par exemple les revenus tirés de l'exploitation d'une forêt reviennent à la section et pas à l'ensemble des habitants de la commune. 
Ces revenus ne peuvent être partagés entre les habitants de la section, mais uniquement utilisés au profit de la section, par exemple pour l'entretien des chemins, le reboisement...
Ils sont régis par le code rural et de la pêche maritime.
La loi de modernisation du régime des sections de communes  a été promulguée le 27 mai 2013. Elle a été publiée au Journal officiel du 28 mai 2013.
Le texte définitif de la proposition de loi avait été adoptée en deuxième lecture, avec modification, au Sénat le 15 mai 2013.